# Pavillon de chasse
Pour les articles homonymes, voir Pavillon et Pavillon (architecture).

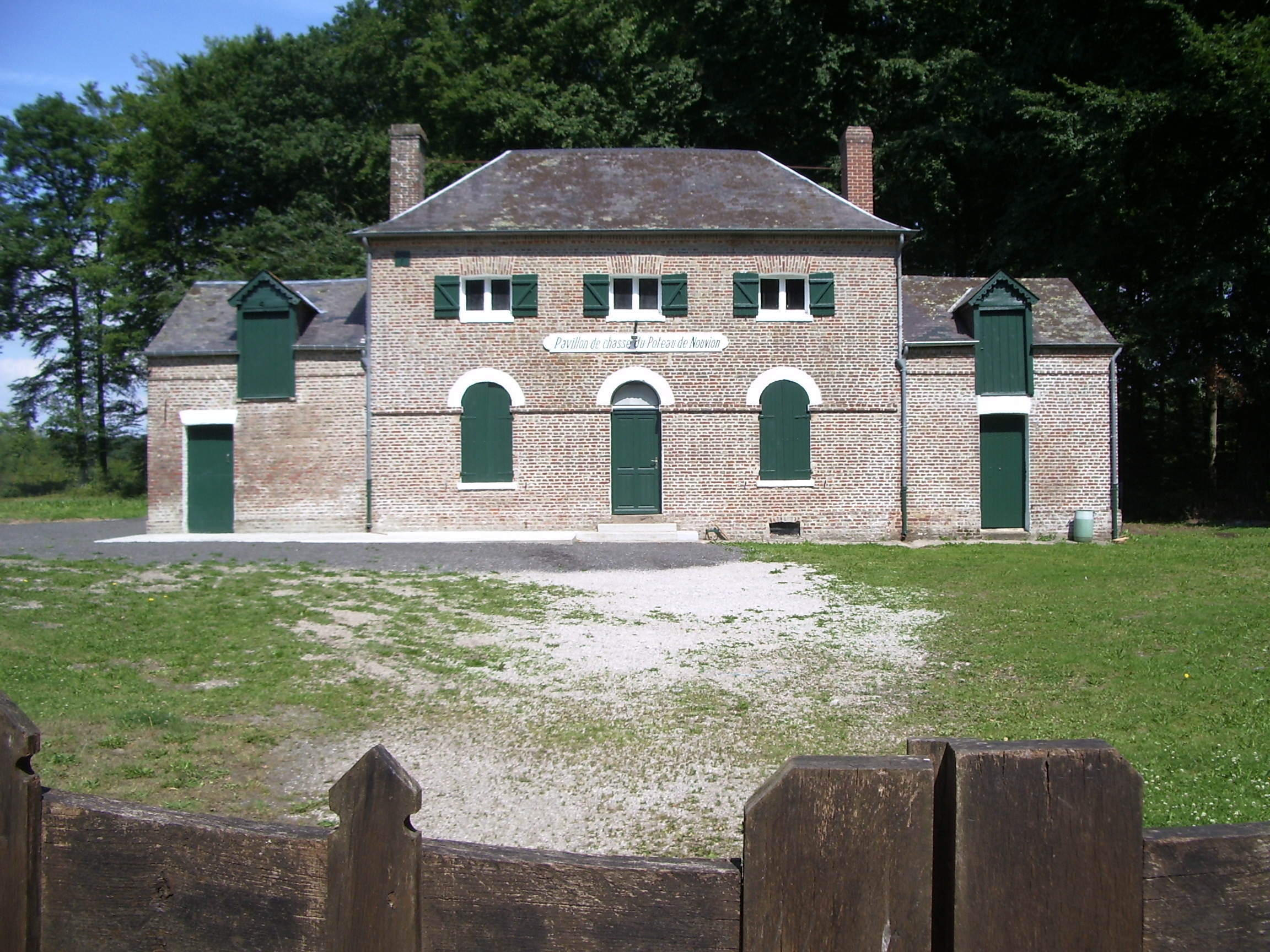
Pavillon de chasse du Poteau de Nouvion, forêt de Crécy (Somme).

Un pavillon de chasse, également appelé relais de chasse ou rendez-vous de chasse, est un bâtiment voué à la vénerie édifié dans les domaines cynégétiques. L'histoire des pavillons de chasse est une composante de l'histoire de la vénerie, en fonction de leur rôle croissant dans le confort des temps de repos ou de rendez-vous, et plus largement dans l'intendance de la chasse.

## Histoire

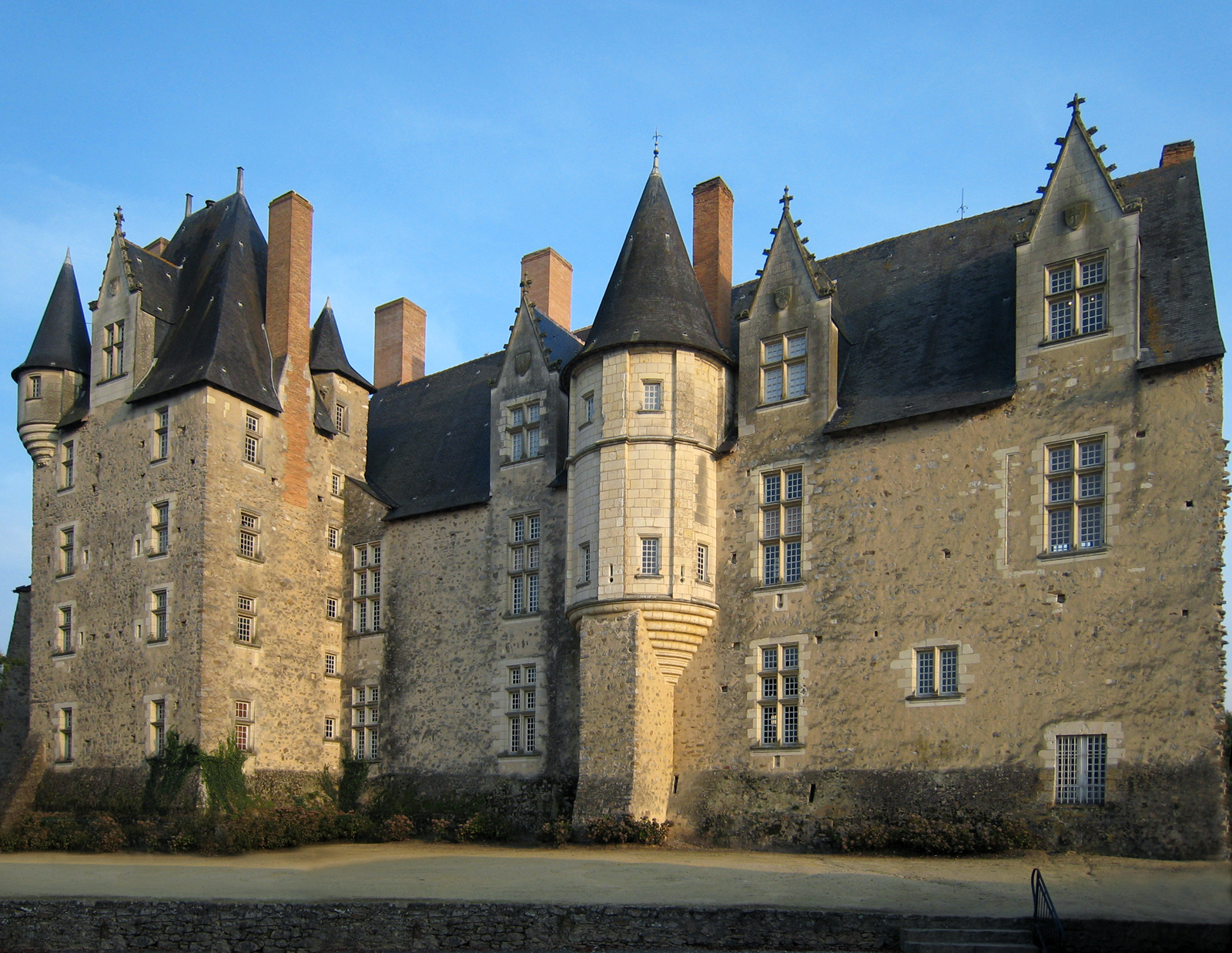
Château de Baugé, ancien pavillon de chasse de René Ier d'Anjou.

### Renaissance
Dès la Renaissance, princes et grands seigneurs font construire des pavillons de chasse pour leurs loisirs dans leurs domaines forestiers. C'est le cas du roi René d'Anjou, au XVe siècle, qui fait construire des pavillons de chasse dans ses terres angevines (comme le château de Baugé) et provençales (comme le pavillon de Gardanne).
Ces édifices de style Renaissance ressemblent davantage à des manoirs richement ouvragés qu'à des châteaux ou palais princiers : il s'agit ainsi de résidences d'agrément à l'apparence rustique mais avec le confort et le décor dignes du rang des personnalités de l'époque, réalisés par des architectes de renom attachés à leur cour.
Le roi François Ier fait également réaliser plusieurs rendez-vous de chasse en Sologne, en Val de Loire, ainsi qu'en Angoumois, comme le logis du Bouquet, près de Cognac.

### Ancien Régime
Sous l'Ancien Régime, l'intérêt pour les pavillons de chasse se développe à travers l'Europe, notamment en Allemagne, où les Jagdschloss sont très prisés par la noblesse.
Certains de ces pavillons, embellis et agrandis deviennent de véritables palais, à l'image du château de Versailles. Avant que Louis XIV, pris d'une véritable passion pour Versailles, ne décide d'en faire le centre de la cour et du pouvoir, il ne s'agissait en effet que d'un modeste pavillon de chasse en brique et pierre, édifié à partir de 1623 par son père, Louis XIII. 
D'autres devinrent des manoirs ou de petits palais, tel que le pavillon du Butard situé à La Celle-Saint-Cloud, le pavillon de la Muette en forêt de Saint-Germain-en-Laye, La Lanterne à Versailles ; d'autres sont devenus des demeures princières, manoirs ou petits châteaux, comme celui du désert de Retz à Chambourcy.

## Pavillons de chasse

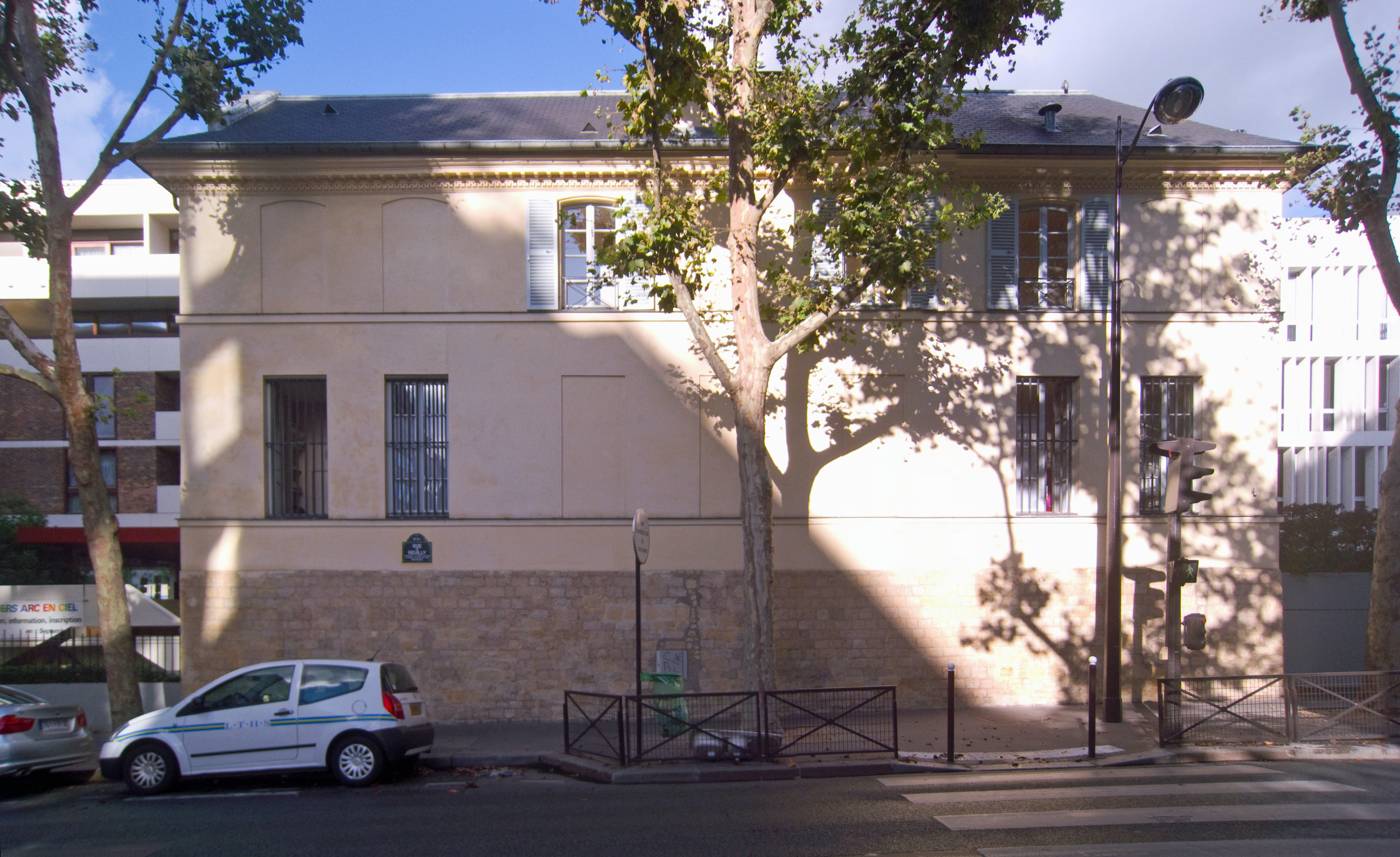
Pavillon de chasse du duc de Guise à Paris (12e arrondissement).
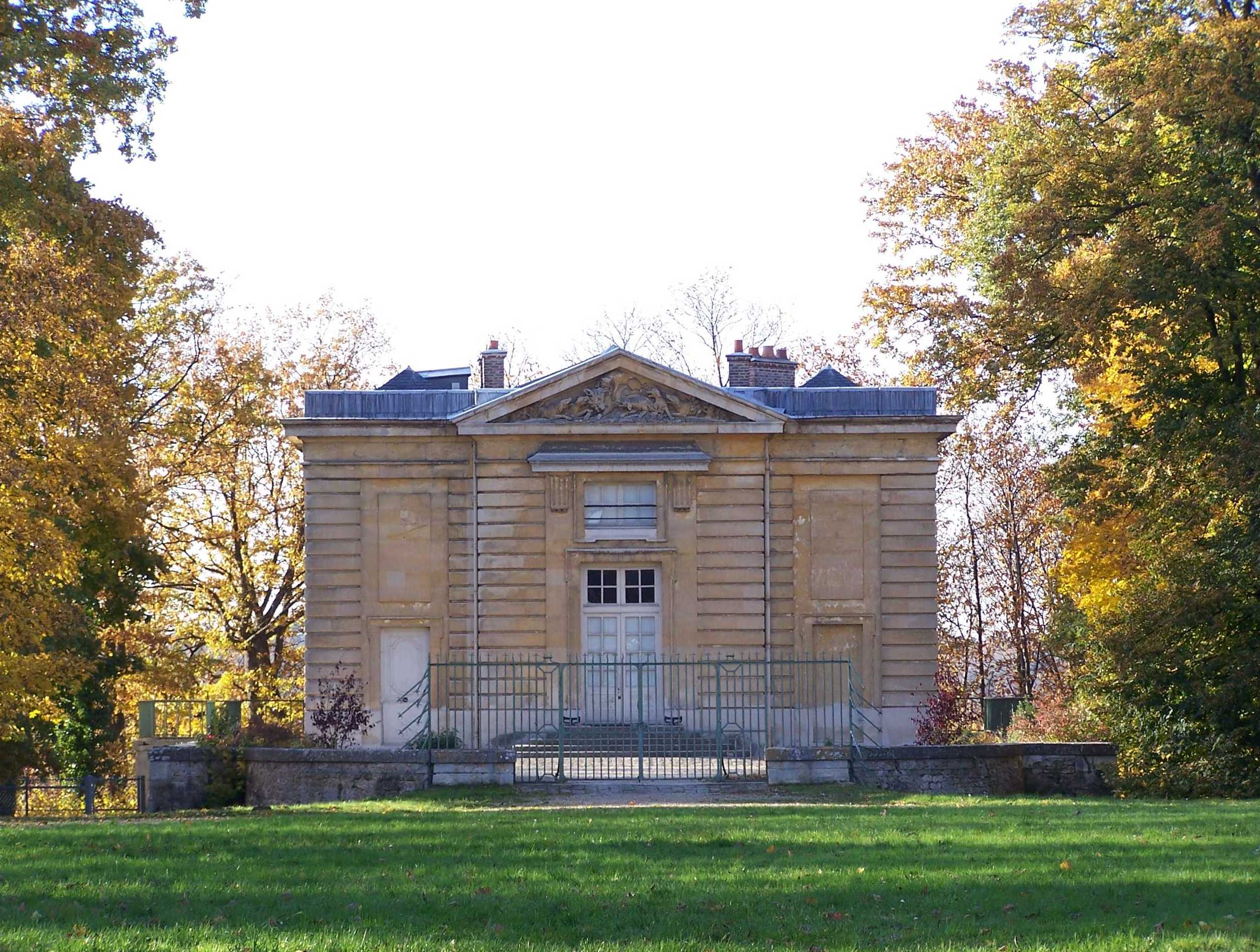
Pavillon du Butard à La Celle-Saint-Cloud (Yvelines).
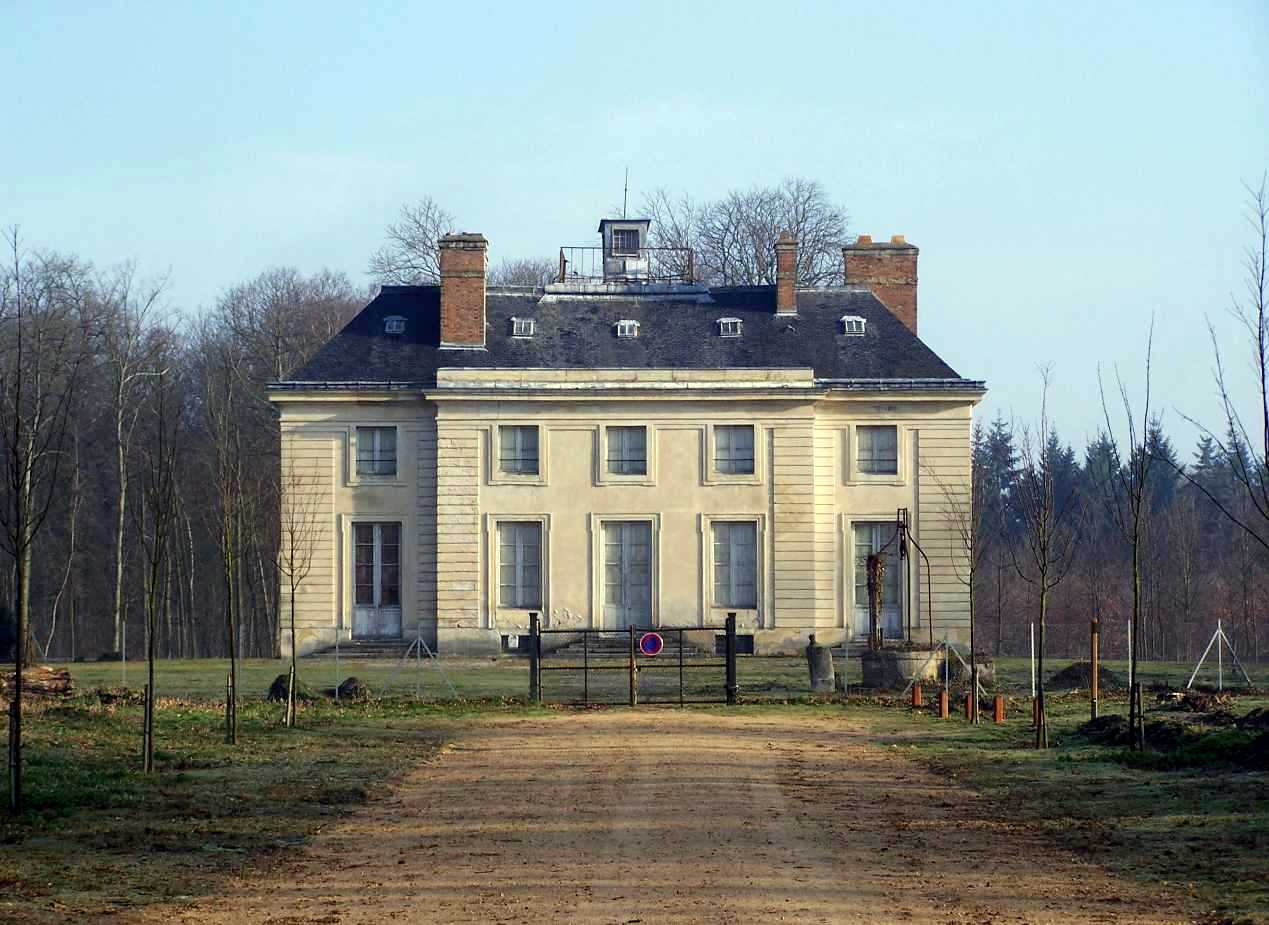
Pavillon de la Muette à Saint-Germain-en-Laye (Yvelines).
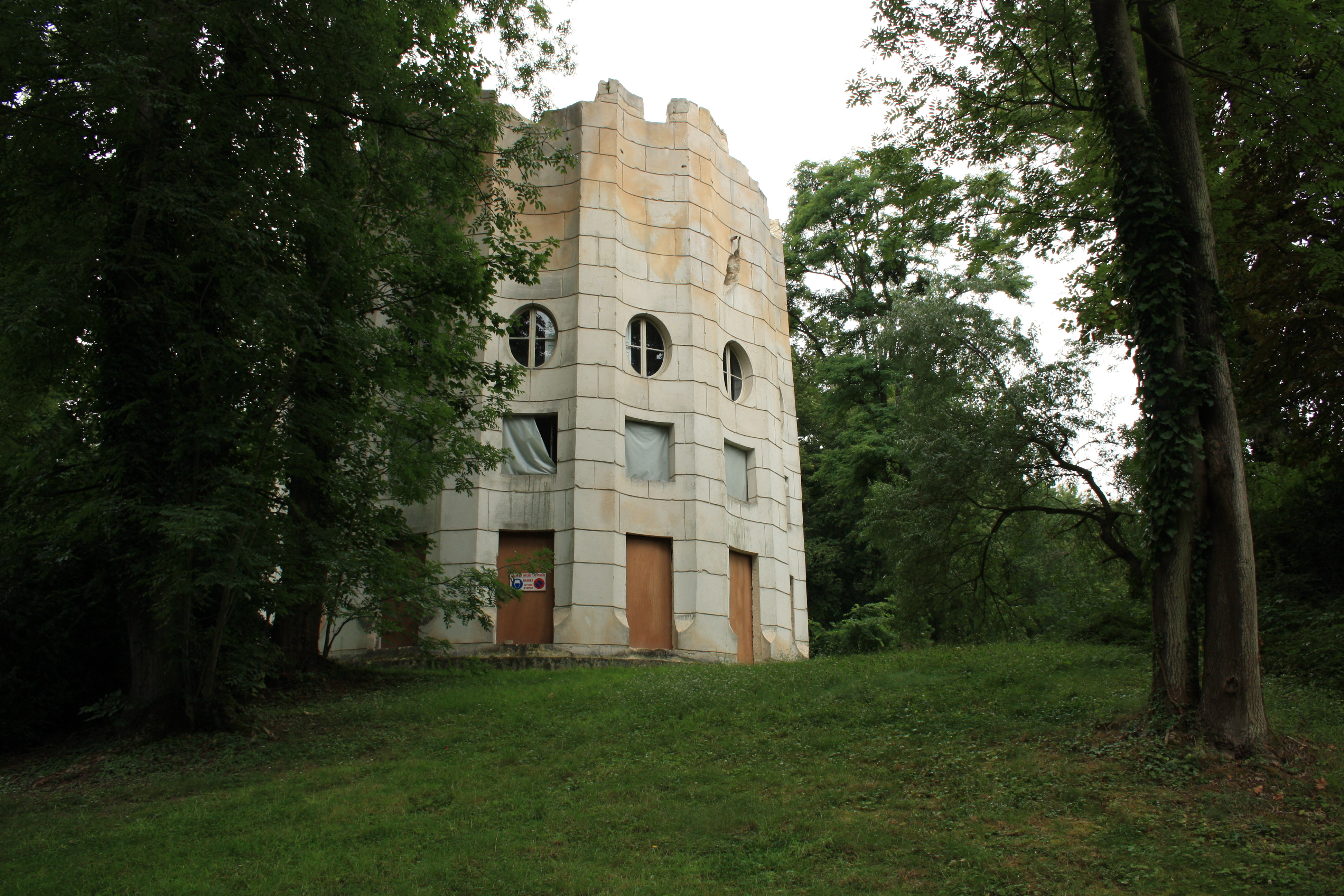
Pavillon de chasse en ruine du désert de Retz à Chambourcy (Yvelines).
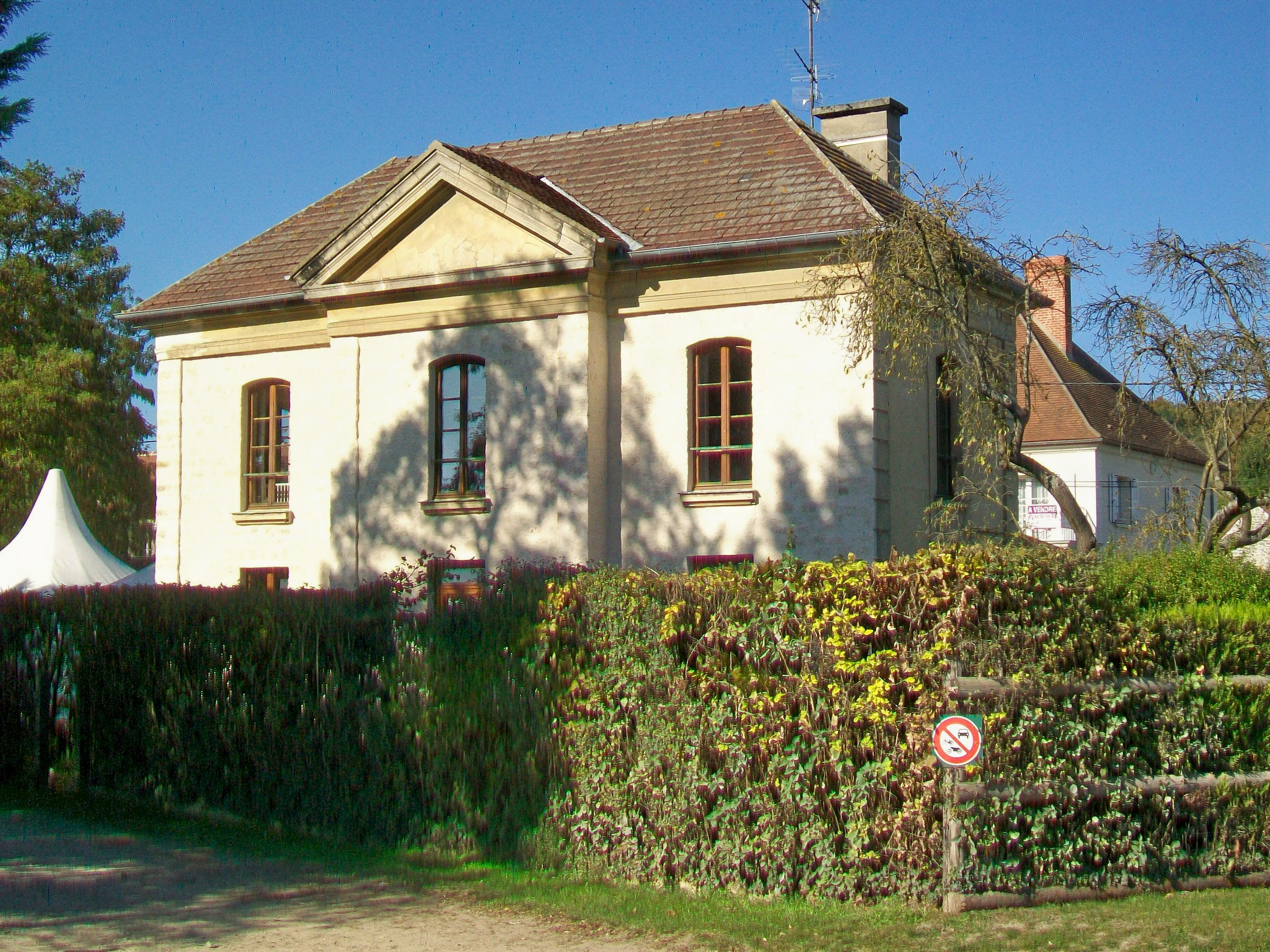
Ancien pavillon de chasse du domaine de Chantilly à Apremont (Oise).
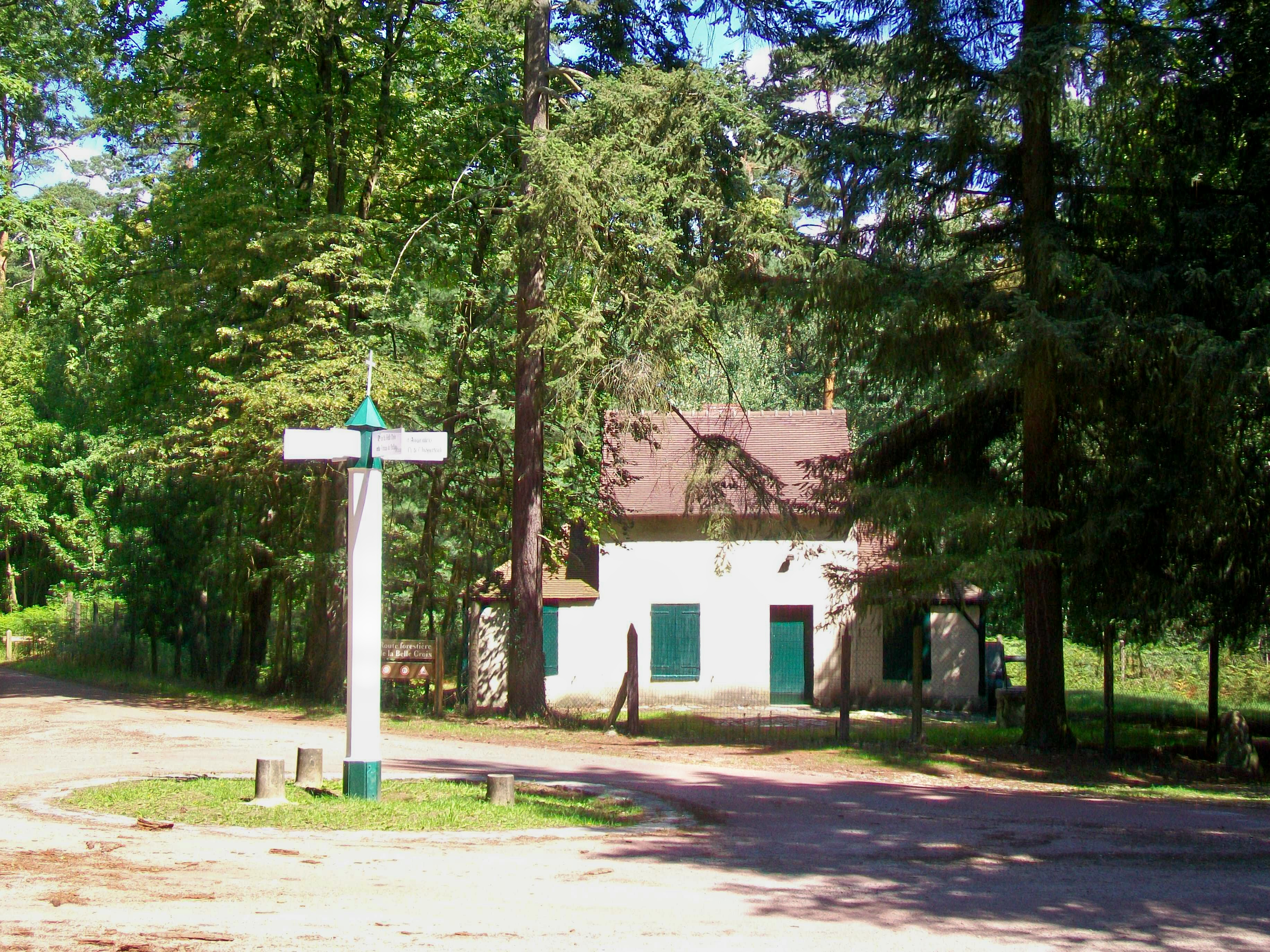
Pavillon de chasse de la forêt d'Halatte à Senlis (Oise).
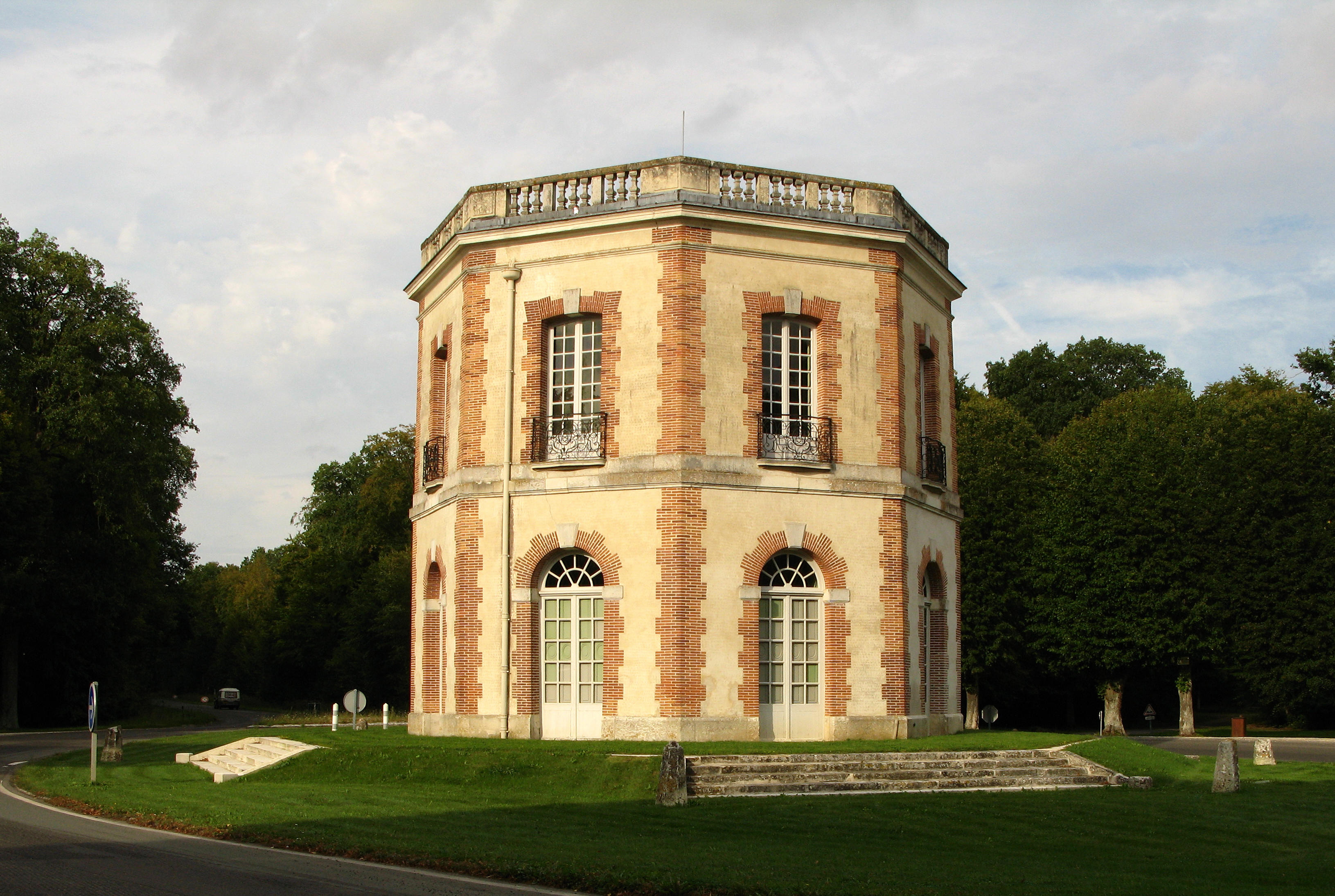
Pavillon de chasse octogonal de la forêt de Dreux (Eure-et-Loir).
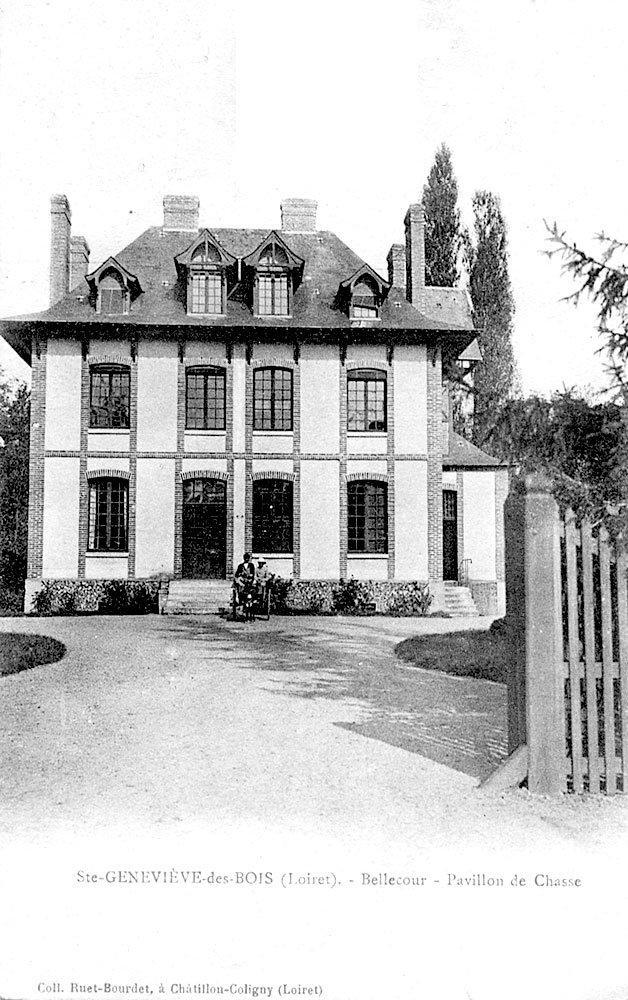
Pavillon de chasse de Bellecour à Sainte-Geneviève-des-Bois (Loiret).
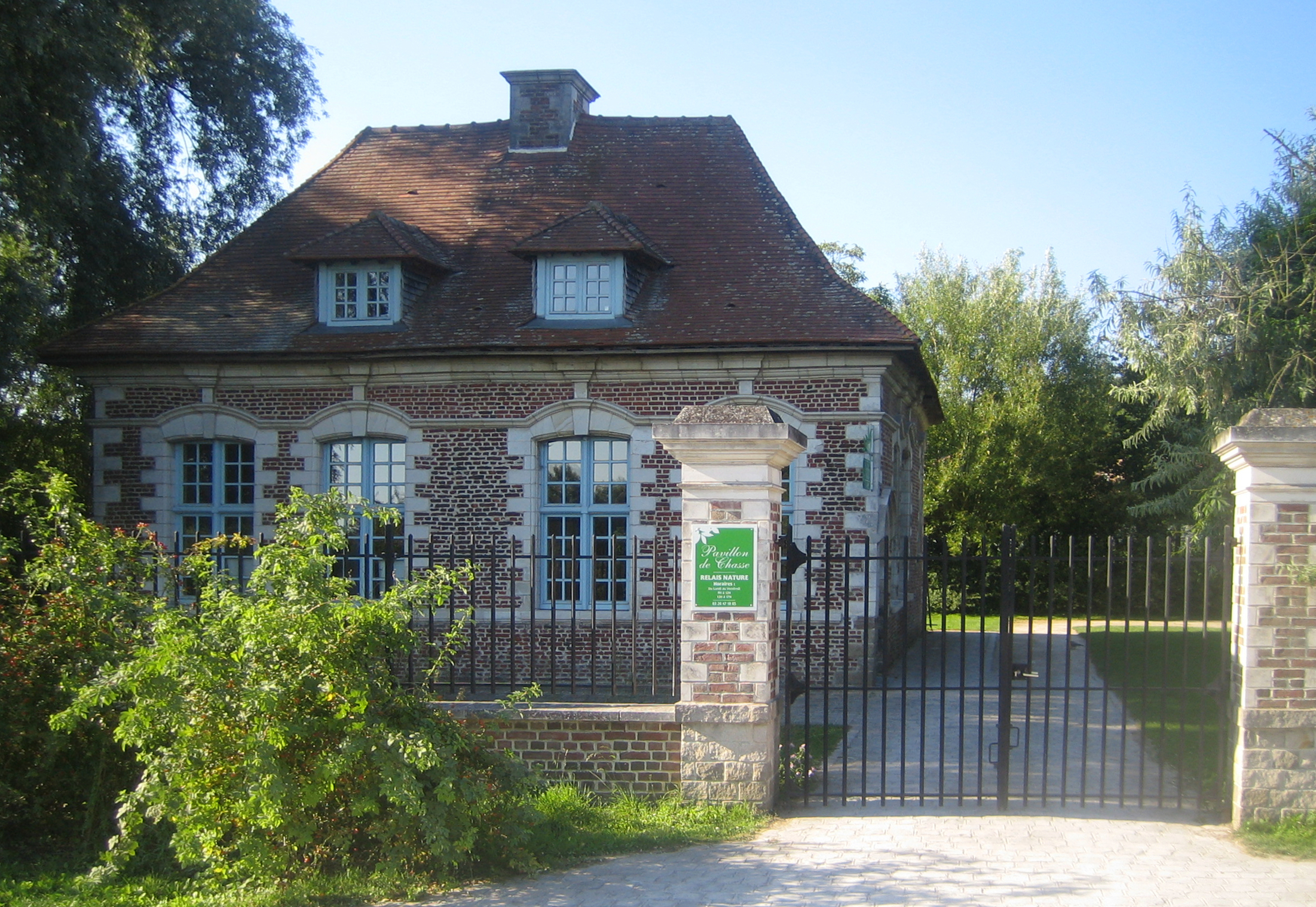
Pavillon de chasse du Parc du Héron à Villeneuve-d'Ascq (Nord).
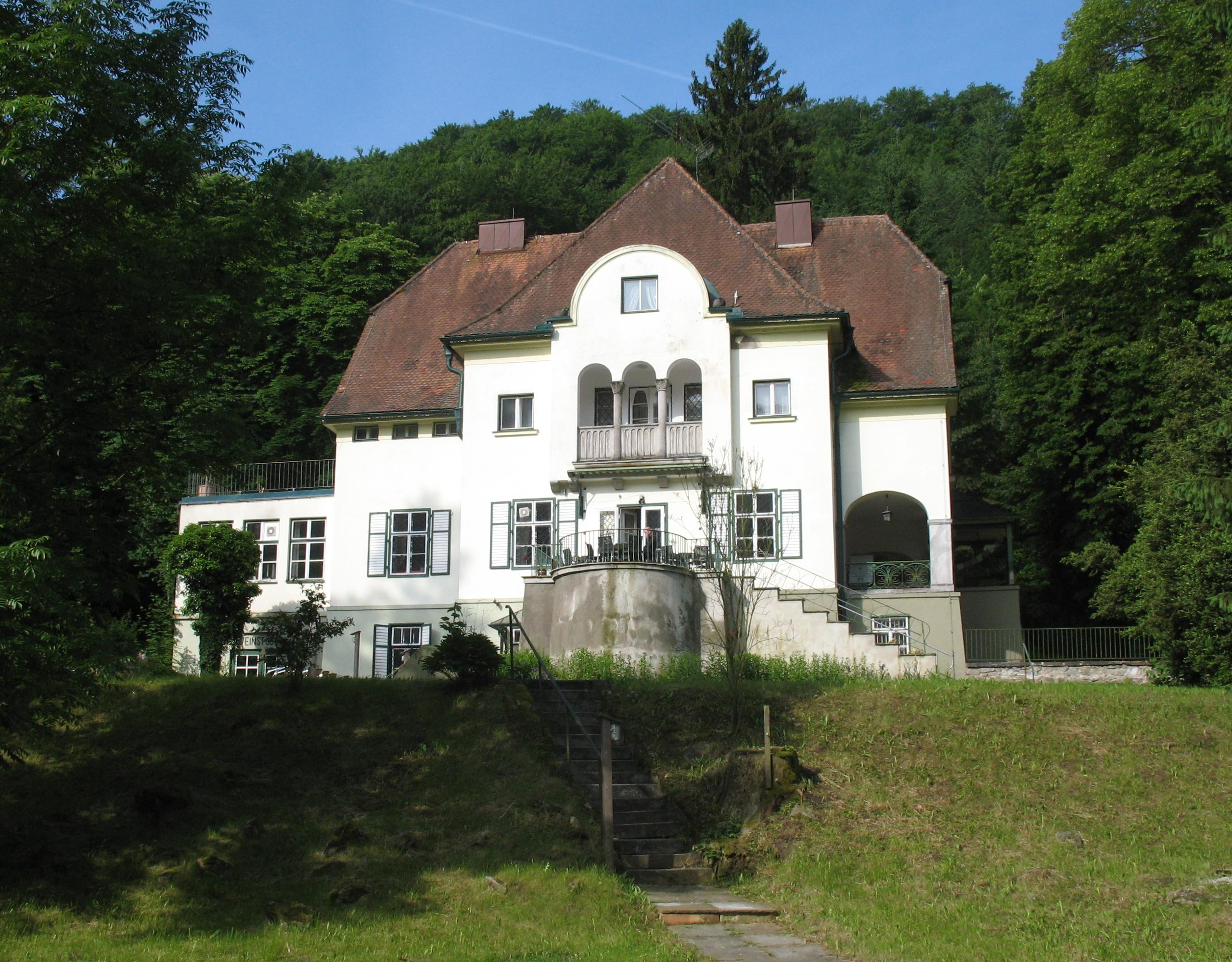
Pavillon de chasse à Dunkelsteinerwald-Kochholz.
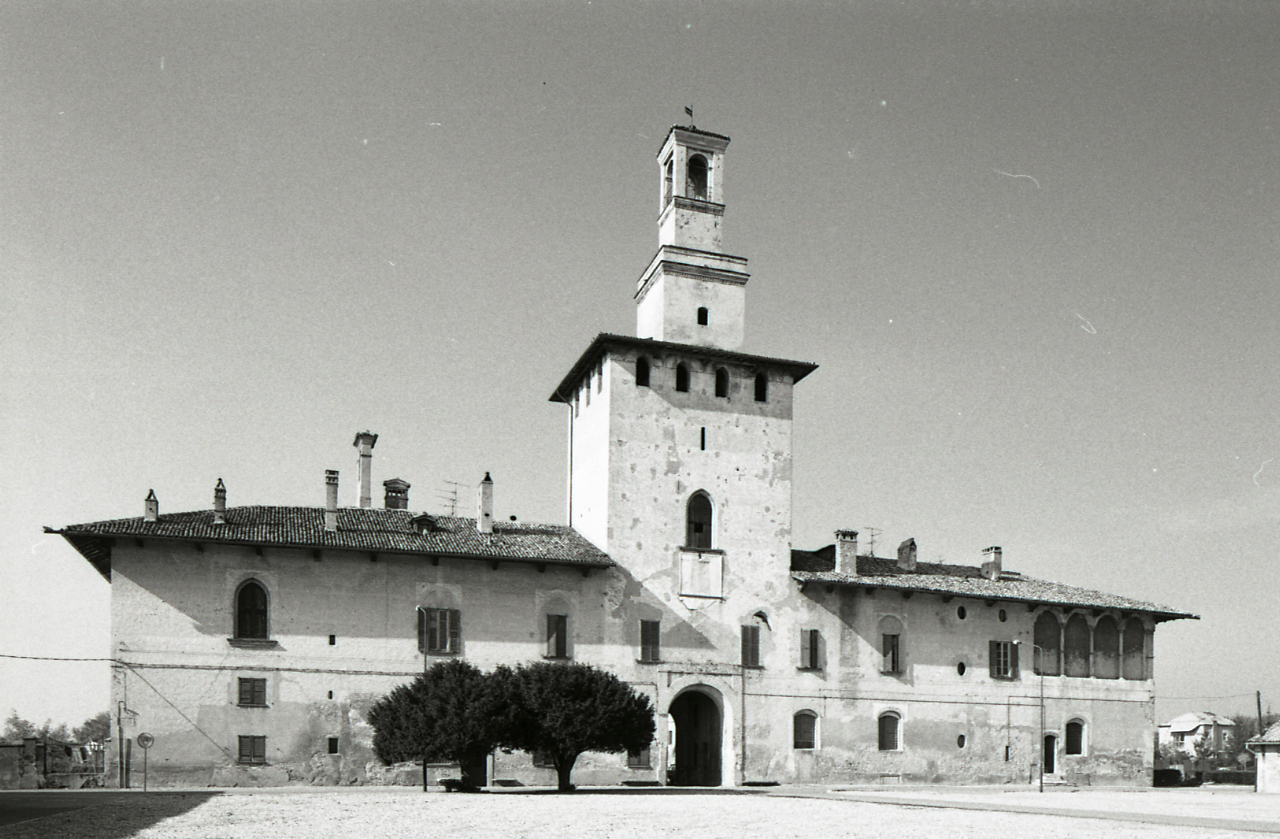
Castello visconteo de Cusago. Photo par Paolo Monti.